# Alstroemeria graminea
Alstroemeria graminea este o specie de plante monocotiledonate din genul Alstroemeria, familia Alstroemeriaceae, descrisă de Rodolfo Amando Philippi. Conform Catalogue of Life specia Alstroemeria graminea nu are subspecii cunoscute.